# Gordon Ramsay
Gordon Ramsay (* 8. listopadu 1966 Johnstone, Skotsko) je britský šéfkuchař a televizní osobnost. Získal celkem 16 Michelinských hvězd a v roce 2001 se stal jedním ze tří šéfkuchařů ve Spojeném království, který držel 3 hvězdy u tří restauraci najednou. Je známý především moderováním televizních reality show o vaření, jako je Ramsay’s Kitchen Nightmares nebo Pekelná kuchyně.

## Osobní život
Měl komplikované dětství, jeho otec Gordon byl alkoholik s tendencemi k násilí, matka Helen byla kuchařka a po nocích pracovala jako zdravotní sestra. Jeho bratr Ronnie je závislý na kokainu, sám Ramsay ale řekl, že on drogy nikdy nebral. Ramsay měří 189 cm, je levák. Ačkoli se narodil ve Skotsku, rodina se často stěhovala a spolu se sourozenci vystřídal více než desítku škol, později vyrůstal hlavně ve Stratfordu nad Avonou. Ramsay sám mluvil o tom, že netuší, proč jeho matka od otce neodešla, a sám tvrdí, že se snaží být lepším otcem pro své vlastní děti, než byl on pro něj.
V 16 letech se přestěhoval z rodinného domu do bytu v Banbury v Anglii. Vystudoval hotelový management na North Oxon technical catering college v roce 1987. V roce 1996 si vzal Cayetan Elizabeth Hutchesonovou známou jako Tana Ramsayová. Pár má 6 dětí: dceru Megan Jane (* 1998), dvojčata Jacka Scotta a Holly Annu (* 2000), dceru Matildu Elizabeth (* 2001), syna Oscara Jamese (* 2019) a syna Jesse Jamese (* 2023). O svých dětech říká, že je nikdy nevedl k vaření a ani nechce, aby převzaly jeho restaurace. Všechny jeho starší děti ale umí vařit a jeho dcera Matilda má i vlastní pořad o vaření „Matilda and The Ramsay Bunch“.
Ramsay je známý především pro svůj ostrý a vulgární slovník a četné urážky, které věnuje soutěžícím ve svých pořadech. Sám se ale nevyjadřuje o těchto svých postojích pozitivně, bere je ale jako vyjádření své upřímnosti a součást tvrdé práce v odvětví. Na druhou stranu hluboce respektuje talentované kuchaře a svůj pracovní tým a má pozitivní vztah k dětem v rámci svých show. Pravidelně se v médiích objevují i jeho slovní výměny s dalšími kuchaři, především s jeho britským rivalem Jamie Oliverem.
Ve svém volném čase se věnuje sportu (především běhu, cyklistice a plavání), cvičení v posilovně vnímá jako relax. Spolu se ženou i dětmi se účastní rozličných sportovních závodů, včetně Ironman. Má černý pás v karate. V dětství chtěl být fotbalistou, ale jeho potenciální kariéru přerušilo zranění kolene. Jeho oblíbenou automobilkou je Ferrari, několik těchto aut i vlastní.
Spolu s manželkou Tanou založili „The Gordon and Tana Ramsay Foundation“, která shromažďuje příspěvky z výdělku jeho restaurací a pomáhá Great Ormond Street Hospital Children's Charity při londýnské nemocnici, která podporuje zdravotní péči o děti do 18 měsíců věku s komplikovanými a závažnými diagnózami.

## Kariéra

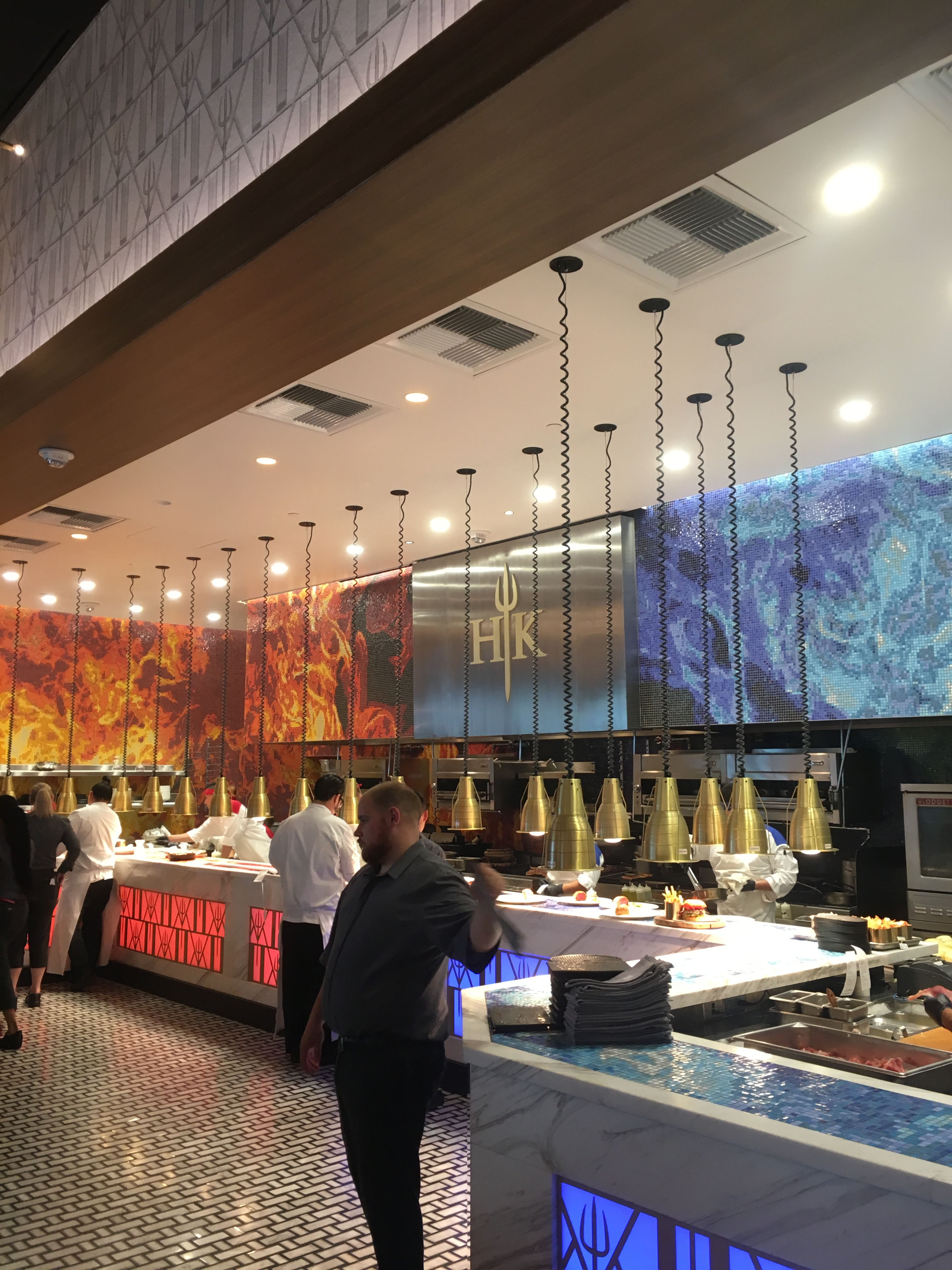
Interiéry Hell's Kitchen v Las Vegas.

Na začátku své kariéry pracoval v Londýně pod kuchařem Marcem Pierrem Whitem v restauraci Harveys, poté se v roce 1993 stal šéfkuchařem v restauraci Aubergine, která rychle získala dvě Michelinské hvězdy. V roce 1998 otevřel svou první restauraci – peníze na rozjezd podniku získal i prodejem vlastního domu. Postupně tak vznikla celá síť restaurací a barů nesoucích jeho jméno, která expandovala do mnoha zemí a pobočky otevřela do roku 2011 i v Dubaji, Tokiu a Praze. Rapidní expanze však uvrhla jeho společnost do ztráty – ta čelila bankrotu a mnoho poboček, včetně té pražské, bylo uzavřeno. Jeho společnost k roku 2020 vlastnila množství restaurací a barů ve Velké Británii a USA na různých významných lokacích (hlavně Londýn a Las Vegas).
V roce 1999 se objevil na televizních obrazovkách v krátké dokumentární sérii „Boiling Point“, když zakládal svou restauraci v Londýně. V roce 2001 získal svou již třetí Michelinsku hvězdu a následovalo jeho účinkování na televizních obrazovkách v mnoha celosvětově známých pořadech jako „Ramsay's Kitchen Nightmares“ a „Hell's Kitchen“  a následně na nich založené reality show soutěži „MasterChef“ a později „MasterChef Junior“ pro americkou televizi Fox. Tyto formáty poté přejaly i české a slovenské televize (pořady „Ano, šéfe“ na TV Prima a později i série „MasterChef Česko“ na TV Nova). V roce 2016 pak založil vlastní společnost Studio Ramsay, která produkuje jeho nové pořady pro televizi i youtube. Spolupracoval i s National Geographic na seriálu „Gordon Ramsay: Uncharted“.
V roce 2011 účinkoval v americkém animovaném seriálu Simpsonovi jako animovaná postavička, kterou i sám namluvil. Do češtiny ho nadaboval šéfkuchař Zdeněk Pohlreich.
Ramsay je zvyklý pracovat podle svých slov velmi tvrdě a disciplinovaně. Za svou kariéru získal Michelinskou hvězdu již 16 krát. Za svou práci v pohostinství byl odměněn v roce 2006 Řádem britského impéria. Ačkoli je známý spíše jako televizní celebrita, sám sebe považuje hlavně za kuchaře. Své pracovní závazky dělí mezi Londýn a Los Angeles, kde má několik domů. Opakovaně se zařadil mezi top 100 nejlépe placených celebrit žebříčku Forbes.

## Skandály
V roce 2009 Ramsayho zasáhl skandál, kdy média zveřejnila informace o tom, že se v jeho restauracích prodává ohřívané předpřipravené jídlo s vysokou marží. To Ramsay odmítal s tím, že některé komponenty se typicky z prostorových důvodů nemohou vyrábět přímo v každém podniku zvlášť a je i jinak velmi běžné některé součásti jídel i několik dní dopředu předpřipravit.
V roce 2010 uzavřela jeho společnost několik poboček svých restaurací kvůli špatné finanční situaci a vysokým ztrátám jeho podniků. Jeho tchán mu následně pomohl s restrukturalizací dluhů. V roce 2010 se ale mezi nimi rozhořel spor a Ramsay obvinil kromě tchána i několik dalších příbuzných ze zpronevěry majetku jeho společnosti k financování soukromých aktivit. Později v roce 2015 se s tchánem dostal do soudního sporu kvůli tomu, že bez jeho vědomí zneužíval jeho podpisu jako osobního věřitele k pronájmu jednoho londýnského podniku. Tento soud Ramsay prohrál a musel uhradit náklady spojené s pronájem podniku. Později se však dostali do soudního sporu s tchánem znovu za to, že se v roce 2011 pokusil spolu se svými dvěma syny nabourat do systému Ramsayho společnosti a získat citlivé informace o jeho osobě a podnikání (některé z nich později unikly i do médií), které měl proti němu použít v soudním sporu, za což byl na 6 měsíců odsouzen. Ramsay považuje za jednu ze svých největších chyb, že ve svém byznysu tchána zaměstnal.

## Názory na jídlo
Ramsay nenávidí mražená jídla a pizzu havaj, a když cestuje, typicky nejí v letadlech. Ačkoli je šéfkuchař, doma často vaří dětem jeho žena Tana. Za základní jídla, která by měl každý umět považuje: dobrý burger, zdravou snídani, něco dušeného (např. žebra), jídlo s kuřecím a výborný koláč. Jako nejvíce podceňovanou potravinu hodnotí celer. V minulosti se vyjadřoval kriticky na adresu vegetariánů a veganů, sám ale zařadil v roce 2019 některé veganské varianty na jídelníček svého podniku v Londýně s tím, že je třeba přizpůsobit se trhu.

## Televizní pořady
- Ramsay’s Kitchen Nightmares, Spojené království (2004–2009)
- Pekelná kuchyně, v originálu: Hell’s Kitchen, Spojené království (2004–2009)
- The F-Word (2005–2010)
- Hell’s Kitchen, USA (2005–2014)
- Kitchen Nightmares, USA (2007–2014)
- Gordon Ramsay: Cookalong Live (2008–2011)
- Ramsay's Best Restaurant, Spojené království (2010)
- Gordon's Great Escape, Spojené království (2010–2011)
- MasterChef, USA (2010–2014)
- Gordon Behind Bars, Spojené království (2012)
- Hotel Hell, USA (2012–2014)
- Gordon Ramsay: Uncensored
- MasterChef Junior (2013–2015)

## Knihy
- Pasta Sauces, Weidenfeld Nicolson Illustrated, 1996, ISBN 978-0-297-83631-5.
- Gordon Ramsay's Passion For Flavour , Conran Octopus, 1996 [30].
- Gordon Ramsay's Passion for Seafood, 1999, Conran Octopus Ltd, ISBN 978-1-85029-993-6.
- Gordon Ramsay, Roz Denny: A Chef for All Seasons, Quadrille Publishing Ltd, 2000, ISBN 978-1-902757-19-3.
- Gordon Ramsay’s Just Desserts, 2001, ISBN 978-1-59223-111-9[31] (Laurel Glen Publishing, 2003, ISBN 978-1-57145-701-1).
- Gordon Ramsay's Secrets, Quadrille Publishing Ltd, 2003, ISBN 978-1-84400-037-1.
- Gordon Ramsay at His Best, Quadrille Publishing Ltd, 2004, ISBN 978-1-84400-135-4.
- Kitchen Heaven, Over 100 Brand-new Recipes, Michael Joseph Ltd, 2004, ISBN 978-0-7181-4731-0 (Penguin, 2005, ISBN 978-0-14-101797-6).
- In The Heat Of The Kitchen, Houghton Mifflin Harcourt, 2005, ISBN 978-0-7645-8834-1.
- Makes it Easy, Quadrille Publishing Ltd, 2005, ISBN 978-0-7645-9878-4.
- Humble Pie (autobiografie), 2006, HarperCollins Publishers, 2008, Harper, 2010, ISBN 978-0-00-722967-3.
- Gordon Ramsay's Sunday Lunch, And Other Recipes from The F Word, Quadrille Publishing Ltd, 2006, ISBN 1-84400-280-2 (Sterling Epicure, 2012, podtitul: 25 Simple Menus to Pamper Family and Friends, ISBN 978-1-4027-9789-7).
- Gordon Ramsay's Fast Food, Recipes from “The F Word”, Quadrille Publishing Ltd, 2007,
- Roasting in Hell's Kitchen: Temper Tantrums, F Words, and the Pursuit of Perfection, William Morrow Paperbacks, 2007, ISBN 978-0-06-119198-5.
- Healthy Appetite, Recipe from the F-word, Quadrille Publishing, 2008, ISBN 978-1-84400-636-6 (Quadrille Publishing Ltd, 2013)
- Gordon Ramsay's Fast Food, Key Porter Book, 2008, ISBN 978-1-55470-064-6 (Sterling Epicure, 2012, podtitul: More Than 100 Delicious, Super-Fast, and Easy Recipes, ISBN 978-1-4027-9787-3).
- Three Star Chef, Key Porter Books, 2008, ISBN 978-1-55470-090-5 (3 Star Chef, Quadrille Publishing Ltd, 2012, ISBN 978-1-84949-190-7).
- Cooking for Friends, Food from My Table, 	HarperCollins Publishers, 2008, ISBN 978-0-00-726703-3 (2009: William Morrow Cookbooks, ISBN 978-0-06-143504-1, 2011: UK General Books.)
- Gordon Ramsay's Healthy Appetite, 2009, Key Porter Books (Sterling Epicure, 2012, podtitul: Gordon Ramsay's Healthy Appetite, 125 Super-Fresh Recipes for a High-Energy Life, ISBN 978-1-4027-9788-0).
- Gordon Ramsay, Mark Sargeant: Gordon Ramsay's Great British Pub Food, HarperCollins Publishers, 2009.
- Gordon Ramsay's World Kitchen, Recipes from The F Word, Quadrille Publishing Ltd, 2009, ISBN 1-84400-713-8 (Key Porter Books, 2010, ISBN 978-1-55470-199-5, Sterling Publishing, 2012).
- Gordon Ramsay, Ferran Adria: Gordon Ramsay's Maze, Key Porter Books, 2009, ISBN 978-1-55470-211-4.
- Gordon Ramsay's Playing with Fire (autobiografie), HarperCollins, 2009, ISBN 9780007259885.
- Gordon Ramsay's Family Fare, Key Porter Books, 2010, ISBN 978-1-55470-222-0.
- Gordon Ramsay's Great Escape, 100 of My Favourite Indian Recipes, HarperCollins Publishers, 2010, ISBN 978-0-00-726705-7.
- Chef's Secrets, Quadrille Publishing, 2010, ISBN 978-1-84400-875-9.
- Ramsay's Best Menus, Quadrille Publishing Ltd, 2010, ISBN 978-1-84400-915-2.
- The Ultimate Gordon Ramsay Cookbook, William Morrow Cookbooks, 2010, ISBN 978-0-06-143505-8.
- Gordon's Great Escape Southeast Asia, 100 of my favourite Southeast Asian recipes, HarperCollins, 2011, ISBN 9780007267040.
- Christmas with Gordon, Quadrille Publishing, 2011, ISBN 978-1-84400-984-8.
- Ultimate Cookery Course, Hodder Education, 2012, ISBN 978-1-4447-5669-2.
- Gordon Ramsay's Ultimate Home Cooking, Breakfast, Lunch, Dinner, Hodder & Stoughton, 2013, ISBN 978-1-4447-8078-9.
- Gordon Ramsay's Home Cooking, Everything You Need to Know to Make Fabulous Food, Grand Central Life & Style, 2013, ISBN 978-1-4555-2525-6.

### Česká a slovenská vydání
- Nedělní oběd s rodinou i přáteli, Recepty nejlepšího šéfkucháře z TV Paprika, Slovart, 2007, ISBN 978-80-7209-984-9.
- Nedeľný obed s rodinou a priateľmi, Recepty najlepšieho šéfkuchára z TV Paprika, Slovart, 2007, ISBN 978-80-8085-598-7.
- Ráj v kuchyni, Slovart, 2007, ISBN 978-80-7209-866-8.
- Raj v kuchyni, Recepty najlepšieho šéfkuchára z TV Paprika, Slovart, 2007, ISBN 978-80-8085-211-5.
- Rychlá jídla, Slovart, 2008, ISBN 978-80-7391-009-9.
- Rýchle jedlá, Gurmánské zážitky za niekoľko minút, Slovart, 2008, ISBN 978-80-8085-586-4.